# Флэтайрон-билдинг
Флэ́та́йрон-би́лдинг (англ. Flatiron Building; дословно — «здание-утюг») — 22-этажный небоскрёб на Манхэттене, в Нью-Йорке, расположенный на месте соединения Бродвея, Пятой авеню и восточной 23-й улицы. Своё название здание получило из-за формы, напоминающей утюг. В свою очередь, в честь небоскрёба был назван квартал, в котором он расположен.
Сегодня Флэтайрон-билдинг — национальная достопримечательность и один из символов «Большого яблока».

## Расположение

Дом Камберленд и прилегающие строения. Видна реклама на северной стене здания

При прокладке Пятой авеню между 23-й улицей и Бродвеем образовался треугольный участок с основанием длиной в 26 метров на 22-й улице и с вершиной на 23-й улице. На этом месте прежде находилась четырёхэтажная гостиница Сен-Жермен (англ. St. Germaine) 1855 года постройки.
В 1857 году участок и прилегающие к нему территории были выкуплены торговцем Эймосом Эно. Напротив участка, между 23-й и 24-й улицами, в 1859 году он возвёл фешенебельный Отель Пятой авеню. В 1880 году Эно снёс гостиницу Сен-Жермен и построил на его месте семиэтажный многоквартирный дом Камберленд (англ. the Cumberland) и ещё четыре трёхэтажных здания. В них в разные годы находились различные заведения вроде стоматологии и чулочного магазина. На углу находилась касса Железной дороги Эри.
Превышение Камберленда относительно соседней застройки позволило использовать его северную стену для рекламных вывесок. Этим пользовались городские газеты, включая The New York Times и New York Tribune. Со временем на стене начали выводить важные новости, в том числе о результатах выборов, что сделало «треугольник» одним из центров общественной жизни Нью-Йорка.
После смерти Эно, наступившей в 1898 году, участок был выставлен на аукцион. По прошествии нескольких перепродаж он был выкуплен Гарри Блэком, управляющим компании-застройщика «Фуллер». Здесь было решено построить штаб-квартиру компании и назвать её «Фуллер-билдинг» в честь основателя Джорджа Фуллера, скончавшегося в декабре 1900 года.

## История
В октябре 1871 года бо́льшая часть зданий Чикаго погибла в «великом пожаре». Многие высотные строения были уничтожены: под действием сверхвысоких температур каменная кладка осыпалась, а стальные балки погнулись. Хотя пожар и послужил катализатором к новой застройке и сопутствующему экономическому росту города, в 1892 году городские власти Чикаго ввели ограничение на максимально допустимую высоту зданий. В том же году была внесена поправка и в градостроительный кодекс Нью-Йорка. Она, напротив, отменяла противопожарные требования к использованию каменной кладки при строительстве зданий со стальным каркасом. Это значительно упрощало строительство небоскрёбов.
Авторами проекта выступили чикагские архитекторы Дэниел Бернем и Фредерик Динкелберг. Они воплотили в небоскрёбе многие характерные черты чикагского стиля.

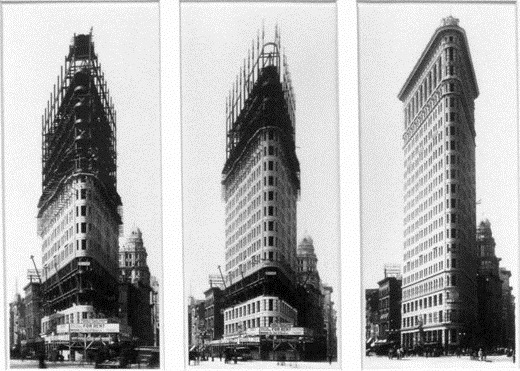
Небоскрёб на разных стадиях строительства

Работы по возведению небоскрёба были начаты в середине 1901 года. Стальные балки для него изготовляла компания American Bridge Company. При этом процесс был организован таким образом, что многие элементы конструкции собирались ещё непосредственно на заводе-изготовителе. В итоге рост здания составлял один этаж в неделю. К февралю 1902 года каркас Флэтайрона был готов, а к середине мая он уже был наполовину облицован. Полностью строительство было завершено в июне 1902 года, спустя всего год после начала. На момент постройки Флэтайрон-билдинг стал одним из самых высоких зданий в Нью-Йорке.
Хотя изначально небоскрёбу было дано официальное имя «Фуллер-билдинг», оно не прижилось. Здание, как и участок, вызывало у горожан устойчивые ассоциации с утюгом (англ. flat-iron), что в итоге и дало небоскрёбу его нынешнее название.
В том же году компания «Фуллер» вошла в конгломерат «U.S. Realty» общей стоимостью 66 миллионов долларов. Со временем дела у новообразованной компании стали идти не очень удачно, и в октябре 1925 года Блэк был вынужден продать небоскрёб. Покупателем выступил Льюис Розенбаум, еврейский инвестор из Венгрии. Стоимость сделки составила 2 миллиона долларов — столько же, сколько ушло на покупку участка, где стоит Флэтайрон, и его возведение. В 1933 году, во время Великой депрессии, разорился сам Розенбаум. Небоскрёб перешёл в собственность арендующей его страховой компании Equitable Life Insurance Company.
В 1946 году Флэтайрон выкупила группа инвесторов, среди которых был Гарри Хелмсли. Спустя шесть лет, в 1952 году, входы со стороны Пятой авеню и Бродвея были реконструированы. Место дверей, отделанных красным деревом, заняли невзрачные «вертушки» из стали и стекла, установленные и поныне. В 1991 году фасад здания был отреставрирован компанией Hurley & Farinella. Спустя 6 лет, в 1997 году, состоялась сделка по продаже здания компании Newmark Grubb Knight Frank.
В начале 2009 года итальянская корпорация Sorgente Group приобрела половину помещений небоскрёба. Сумма сделки составила около 190 миллионов долларов. Тогда же корпорация сообщила о планах увеличивать со временем свою долю, выкупая офисные помещения после окончания срока аренды текущих арендаторов. Согласно планам компании, Флэтайрон будет преобразован из офисного здания в фешенебельный отель.

### Отзывы

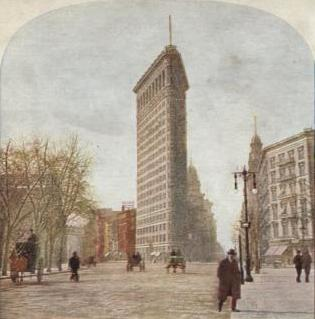
«Океанский пароход, тянущий на буксире Бродвей». 1925 год

«Утюг» получил смешанные отзывы от современников. Неприятие новых веяний в градостроительстве исходило большей частью от европейцев. Так, английский художник Филип Бёрн-Джонс обозвал его «необозримым кошмаром» (англ. vast horror), у Герберта Уэллса небоскрёб оставил впечатление «огромной незавершённости» (англ. immense incompleteness), а французский романист Пьер Лоти посетовал на то, что к подобным «мрачным гигантам, <…> растущим всё выше и выше; ужасающим и невероятным», будет сложно привыкнуть.
С другой стороны, американский журналист Джон Корбин разглядел в небоскрёбе, доминирующем над Мэдисон-сквером, «океанский пароход, тянущий на буксире Бродвей». Французский иллюстратор Шарль Юар нашёл его «безграничный силуэт» совершенно будоражащим; аналогичные чувства здание, как и архитектура города, вызвала у выдающегося композитора Сен-Санса, посетившего Нью-Йорк в 1906 году.

### Арендаторы
В первые годы на 19 этаже находился центральный офис компании «Фуллер». Впоследствии он переехал в другой небоскрёб, принадлежащий компании — Фуллер-билдинг на 57-й улице.
В здании также располагалось консульство Российской империи, а с 1914 по 1918 год — русские военные заготовительные комиссии, отвечавшие за обширные оборонные закупки России в США в годы Первой мировой войны. Также помещения арендовали редакция журнала American Architect and Building News издателя Фрэнка Манси, страховая компания Equitable Life Assurance Society и другие. На углу находились магазины табачной корпорации United Cigar Stores, а на цокольном этаже — фешенебельный ресторан на 1500 персон.
По состоянию на 2010 год первые этажи небоскрёба по-прежнему занимали магазины, а основными арендаторами офисных помещений были различные издательства.

## Описание

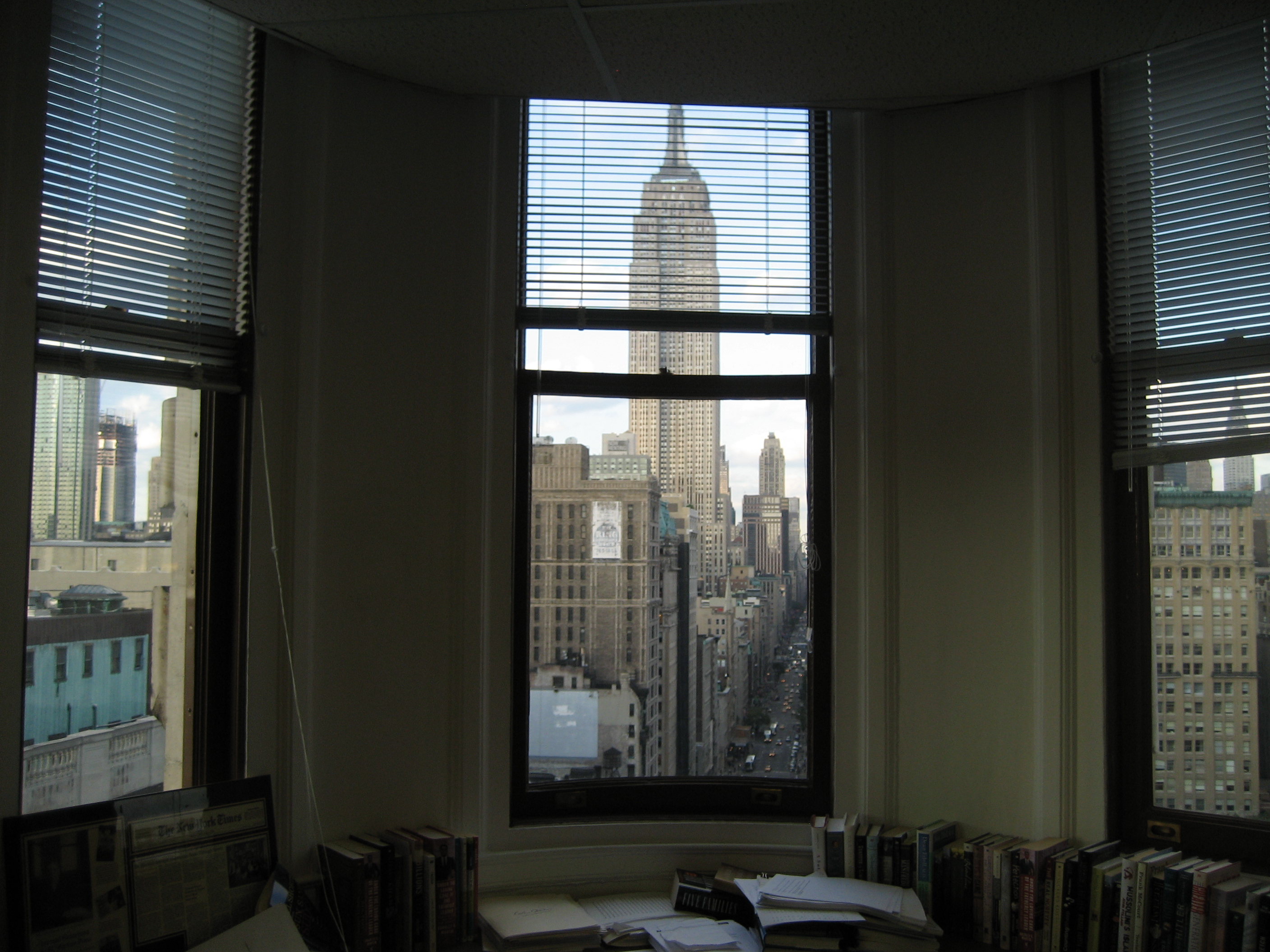
Вид из офиса на углу здания

Орнамент небоскрёба выполнен в основном в стиле итальянского ренессанса. В оформлении колонн в самой узкой части Флэтайрона, ориентированной на север, прослеживается французский ренессанс. Для украшения фронтона, а также в основании фасада использованы греческие колонны, состоящие из основания, ствола и капители. В отделке арок и колонн применены камень и терракота, основного фасада — неяркий кирпич и та же терракота; в нижней части здания — обтёсанный тёмно-жёлтый известняк. Оконные рамы сделаны из огнеупорного дерева, облицованного медью.
В целом стиль здания, сочетающий в себе несколько классических направлений, характеризуется как бозар.

### «23-скиду»
Вследствие уникального расположения Флэтайрона на пересечении основных магистралей напротив Мэдисон-сквера, на 23-й улице около небоскрёба возникает заметный аэродинамический эффект. В начале XX столетия это место притягивало многих мужчин, заглядывавшихся на развевающиеся юбки горожанок и то, что оголяет ветер под ними. Этот «флэтайронский» эффект нашёл отражение во многих почтовых карточках и иллюстрациях того времени. Кроме того, с тех лет в обиход вошла фраза «23-скиду» (англ. 23 skidoo; дословно — «23 — делай ноги»), которой полицейские разгоняли тогдашних зевак.

## Комментарии
1. ↑  По другим данным — 20-[2] или 21-этажный[3][4][5]